# Бороевич фон Бойна, Светозар
Светозар Бороевич фон Бойна (нем. Svetozar Boroević von Bojna, 13 декабря 1856, Уметич, Военная Краина, Австрийская империя — 23 мая 1920, Клагенфурт, Австрийская республика) — военачальник Первой мировой войны, генерал-фельдмаршал Австро-Венгрии.

## Биография
Светозар Бороевич родился в деревне Уметич, в коронной земле, носившей названии Военная Краина (ныне Сисацко-Мославинской жупания Хорватии). Отцом будущего фельдмаршала был граничар, обер-лейтенант Адам Бороевич, матерью — Стана Бороевич, урождённая Коварбашич. Родители Светозара принадлежали к малочисленной и малоизвестной генерации православных сербов. Светозар учился в пехотной кадетской школе в Либенау. 1 мая 1875 года произведен в лейтенанты. Служил в 52-м венгерском пехотном полку в Граце. В 1878 году участвовал в кампании по оккупации Боснии и Герцеговины. Отличился при занятии Сараево. Награждён крестом за военные заслуги. В 1880 году произведен в обер-лейтенанты, окончил военную академию в Вене. Причислен к Генеральному штабу. С 1883 года служил в 63-й пехотной бригаде. С 1887 по 1891 преподавал в Терезианской военной академии. В 1892 произведен в майоры. Начальник штаба 19-й, 18-й, 27-й пехотных дивизий.
В 1899 году женился на Леонтине, дочери полковника Фридриха Риттера фон Росснера. У них родился сын Фридрих (Фриц) (15 февраля 1901 – 28 ноября 1918), названный в честь деда по матери. С 1904 года Светозар Бороевич — командир 12-го полка Королевского хорватского домобранства. С 1912 — командир VI армейского корпуса. Произведен в генералы пехоты. В 1916 году Бороевичу было присвоено звание почётного гражданина города Загреба.

### Первая мировая война
Во главе корпуса вступил в войну в составе 4-й армии Ауффенберга. Командовал корпусом в Галицийской битве. В сентябре 1914 сменил генерала Рудольфа Брудермана на посту командующего 3-й армией, разбитой в Галицийской битве. В октябре заставил отступить 3-ю русскую армию Радко-Дмитриева и деблокировал осаждённый Перемышль. Вскоре, однако, был вынужден снова отступить перед новым русским ударом.
Осенью 1914 и зимой 1915 года оборонял проходы в Карпатах против 8-й русской армии генерала Брусилова. Брусилову удалось захватить Дукельский перевал и Лупковский перевал, но не продвинуться дальше. Весной 1915 года, после Горлицкого прорыва, участвовал в общем наступлении, занял Перемышль.
В июне 1915 года, после вступления Италии в войну против центральных держав, переведён на Итальянский фронт. Назначен командующим 5-й армии. Отбил несколько наступлений превосходящих итальянских сил. С 1917 года — командующий группой армий «Бороевич», состоявшей из 1-й и 2-й армий «Изонцо». 1 февраля 1918 произведен в фельдмаршалы. Сменил эрцгерцога Евгения на посту главнокомандующего войсками на Итальянском фронте.
После распада Австро-Венгрии хотел получить подданство Королевства Сербов, Хорватов и Словенцев, куда вошли хорватские земли, но правительство королевства отказало Бороевичу и не позволило ему там поселиться. Умер от инсульта в австрийском городе Клагенфурт в 1920 году. Похоронен на Венском Центральном кладбище.

## Награды
Ниже перечислены награды Светозара Бороевича.
Награды Австро-Венгрии
- Крест «За военные заслуги» 3-й степени с военными украшениями (20 октября 1878); мечи к кресту (после 13 декабря 1916[11])
- Орден Железной короны 3-й степени (18 октября 1902)
- Дворянское достоинство королевства Венгрия с прозванием фон Бойна (1905)
- Австрийский орден Леопольда, рыцарский крест (26 сентября 1909)
- Орден Железной короны 1-й степени с военными украшениями (20 сентября 1914); мечи к ордену (после 13 декабря 1916[11])
- Австрийский орден Леопольда, большой крест с военными украшениями(30 октября 1914); мечи к ордену (после 13 декабря 1916[11])
- Крест «За военные заслуги» 1-й степени с военными украшениями (9 мая 1915); мечи к кресту (после 13 декабря 1916[11])
- Звезда знака отличия «За заслуги перед Красным Крестом»[нем.] с военными украшениями 31 мая 1915)
- Бронзовая медаль «За военные заслуги» на ленте медали «За храбрость» с мечами (29 июля 1915)
- Марианский крест Тевтонского ордена на шейной ленте (15 ноября 1915)
- Серебряная медаль «За военные заслуги» на ленте медали «За храбрость» с мечами (2 марта 1916)
- Военный орден Марии Терезии, командорский крест (2 июня 1917; вручен непосредственно императором Карлом)
- Две золотых медали «За военные заслуги» на ленте медали «За храбрость» с мечами (17 октября 1916 и 5 ноября 1917)
- Военный орден Марии Терезии, рыцарский крест (посмертно в 1931; вручен по решению Орденского совета)

Награды иностранных государств
- Орден Короны 3-й степени (15 октября 1891; королевство Пруссия)
- Орден Звезды Румынии командорский крест (13 апреля 1900; королевство Румыния)
- Орден Льва и Солнца 2-й степени (27 октября 1900; Персия)
- Железный крест 2-го и 1-го класса (июнь 1915; королевство Пруссия)
- Серебряная и золотая медали Имтияз (апрель 1916; Османская империя)
- Крест «За военные заслуги» (Мекленбург-Шверин)[нем.] 2-й и 1-й степени (1916; великое герцогство Мекленбург-Шверин)
- Орден «Pour le Mérite» (26 ноября 1917; королевство Пруссия)

## Сочинения
- Durch Bosnien: illustrirter Führer auf der k. k. Bosna-Bahn und der bosnisch-hercegovinischen Staatsbahn Doboj-Siminhan, Verl. d. k. k. Bosna-Bahn, Beč, 1887., (2. izd. 1890.)
- O vojni proti Italiji od feldmaršala Boroevića, Ljubljana, 1923.
- O ratu protiv Italije: sa 3 priloga, Delniška tiskarna d. d., Ljubljana, 1923.